# José Manuel Goicoa
José Manuel de Goicoa y Labart fue un marino español, nacido en San Sebastián en 1757 y muerto el 5 de octubre de 1804 durante la batalla del cabo de Santa María, en la costa portuguesa del Algarve.

## Biografía
Hablando de este marino dice Pirala: "Cuatro fragatas españolas que venían de América conduciendo ochenta millones de reales, fueron sorprendidas y asaltadas por los ingleses en el Cabo de Santa María (octubre de 1804); defendiéronse heroicamente nuestros marinos, pero viendo perdida la fragata Mercedes, su capitán, don José Manuel Goicoa, natural de San Sebastián, adonde iba a casarse, habiéndolo hecho ya por poderes, con doña Josefa Birmingham, antes de quedar prisionero prefirió morir; mandó prender fuego a la Santa Bárbara y voló con la numerosa dotación que llevaba a bordo. Las otras tres fragatas se rindieron y con el dinero que conducían fueron levadas a los puertos de Gran Bretaña."
En el museo municipal de San Sebastián existe un retrato al óleo de este marino donostiarra, pintado en la misma época en que vivió.